# Звичайна формальність
«Звичайна формальність» (італ. Una pura formalità) — італо-французька кінодрама 1994 року режисера Джузеппе Торнаторе за його власним сценарієм. Головні ролі поліційної драми з елементами трилера зіграли Жерар Депардьє та Роман Полянський.
Український переклад фільму зробило ТО «Цікава ідея».

## Сюжет
Вночі, під час жахливої грози, не знаючи куди, біжить людина. Та несподівано перед нею виникають три постаті. Це поліцейські, які затримують невідомого і приводять до поліційної дільниці. Поліційний комісар (Роман Полянський) допитує затриманого. Виявляється, що це письменник Оноф (Жерар Депардьє), який ще недавно мав велику популярність і творчість якого добре відома поліцейському. Чому арештували письменника і в чому його намагаються звинуватити.

## Ролі виконують
- Жерар Депардьє — Оноф
- Роман Полянський — комісар
- Серджіо Рубіні[it] — молодий жандарм
- Нікола ді Пінто[it] — капітан

## Навколо фільму
- Пісня «Пам'ятати» (Ricordare), якою закінчується фільм, була написана Енніо Морріконе та виконана Депардьє.

## Нагороди
- 1994 Премія «Золотий глобус» Асоціації іноземної преси в Італії[it]:
  - найкращому операторові[it] — Бласко Джюрато[it]
- 1995 Премія Давида ді Донателло[1]:
  - за найкраще художнє оформлення[it] — Андреа Крізанті[it]
- 1995 Премія «Срібна стрічка» Італійського національного синдикату кіножурналістів:
  - найкращому продюсерові[it] — Маріо Чеккі Горі, Вітторіо Чеккі Горі[it]
- 1995 Премія «Золота хлопавка» італійського кіножурналу «Хлопавка»[it]:
  - за найкраще художнє оформлення — Андреа Крізанті[it]
  - за найкращий монтаж — Джузеппе Торнаторе